# La morte di Bara
La morte di Bara (La Mort de Bara) è un dipinto a olio su tela realizzato dal pittore francese Jean-Joseph Weerts nel 1883 e attualmente conservato al museo d'Orsay di Parigi.

## Storia

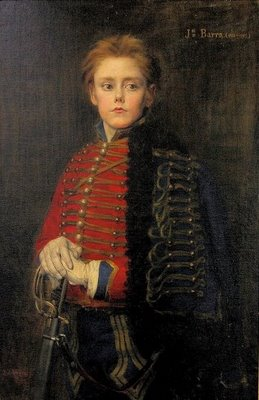
Jean-Joseph Weerts, Ritratto di Joseph Bara, 1882

Il quadro rappresenta Joseph Bara, un giovane tamburino dell'esercito repubblicano, ucciso all'età di 14 anni dai Vandeani a Jallais, il 7 dicembre 1793. Dopo che una lettera che descriveva la sua morte venne inviata alla Convenzione nazionale dal suo capo, Jean-Baptiste Desmarres, egli venne eletto a eroe e martire della rivoluzione. Nel 1882, Jean-Joseph Weerts, un pittore originario del Nord, aveva già dipinto un ritratto di Bara in uniforme, oggi conservato al museo della Piscina di Roubaix.
All'epoca, la terza Repubblica aveva portato avanti un'opera di appropriazione simbolica della cultura legata alla rivoluzione francese, che comprendeva anche la riscoperta di Bara. In quegli anni vennero realizzate tele diverse rappresentanti Bara (anche noto come Barra) da artisti vari.
L'opera fu esposta dapprima all'Eliseo durante l'esposizione universale del 1889 e poi al museo del Lussemburgo. Dal 1926 al 1979 ornò la sede della prefettura dell'Alto Reno a Colmar e poi il municipio di Palaiseau dal 1979 al 1986. Entrò a far parte delle collezioni del museo d'Orsay nel 1986.

## Descrizione
La morte di Bara è un grande olio su tela di 3,5 metri per 2,5 che rappresenta sia la pittura storica che quella patriottica. Weerts era molto patriottico, rattristato dalla sconfitta nel 1870, e sinceramente attaccato ai valori repubblicani.

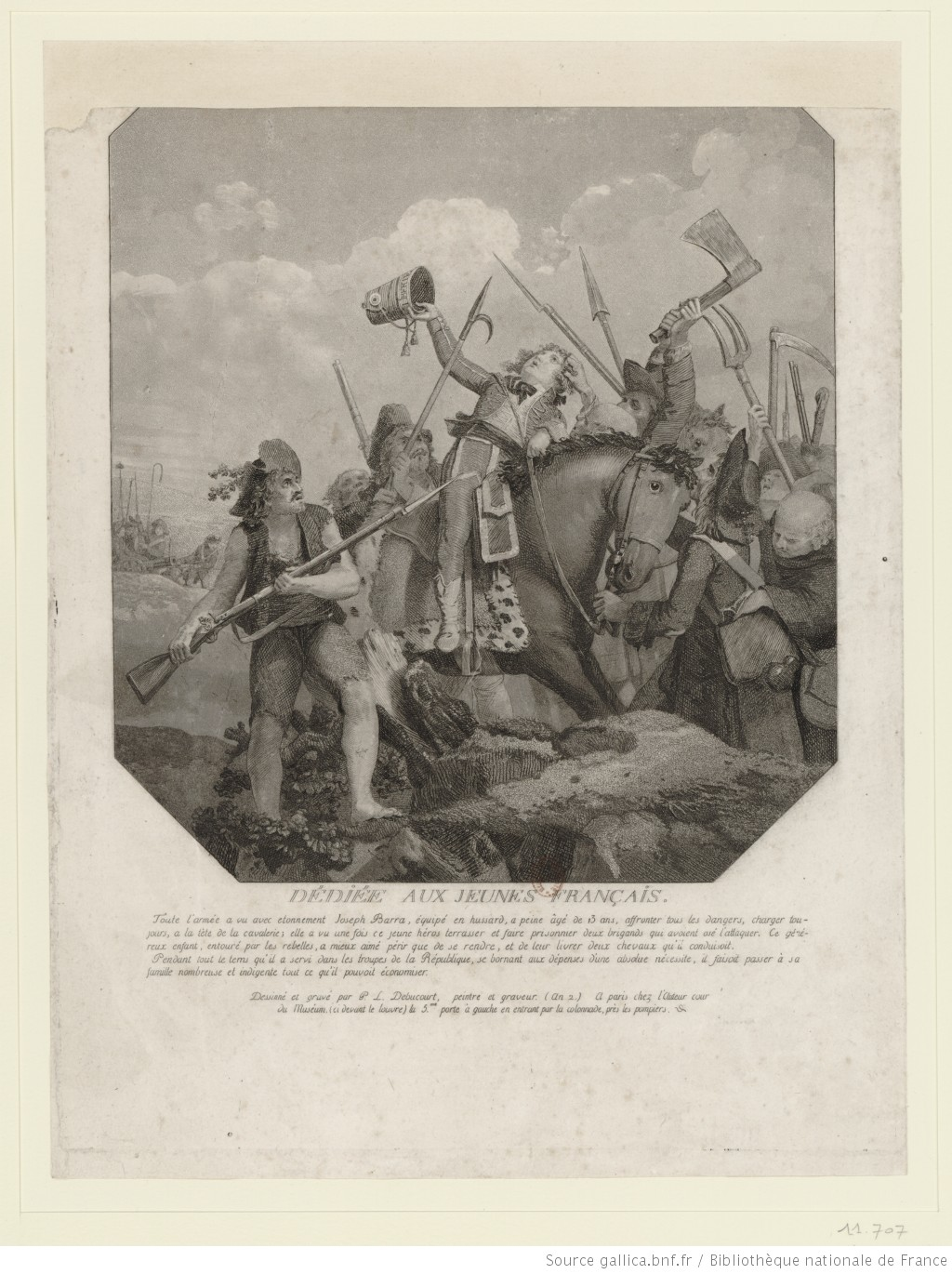
Philibert-Louis Debucourt, Morte eroica del giovane Barra dedicata ai giovani francesi, 1794

Weerts potrebbe essersi ispirato a una stampa di Philibert-Louis Debucourt, intitolata Morte eroica del giovane Barra dedicata ai giovani francesi (Mort héroïque du jeune Barra dédiée aux jeunes Français) e databile al 1794. In effetti, le somiglianze nella composizione e nei movimenti dei personaggi, in primo luogo Joseph Bara, sono molto visibili.
Lo spettacolo che viene offerto allo spettatore è molto lontano dal giovane efebo dipinto da David ne La morte del giovane Barra o dai soggetti sdraiati rappresentati gli anni precedenti da Charles Moreau-Vauthier ne La morte di Joseph Bara (1880) e Jean-Jacques Henner nel suo Bara (1882). Queste opere rappresentavano tutte il momento successivo, con Barra agonizzante o morto.
Al contrario, nel dipinto di Weerts, Barra (in uniforme da ussaro, i cui colori, ripresi dal ritratto dipinto l'anno precedente, catturano lo sguardo) viene ritratto proprio prima della sua morte, in pieno scontro. Egli è circondato da tre vandeani che lo stanno per trafiggere con le loro armi. Dietro c'è il cavallo che, secondo la lettera di Desmarres alla Convenzione, era cavalcato da Barra. Weerts rappresenta il fanciullo in movimento, che cade verso la morte, come l'aveva già ritratto Albert-Lefeuvre in nella statua inaugurata a Palaiseau due anni prima.
Esaltando il sacrificio patriottico, il quadro rappresenta Bara con un'attitudine da crocifisso, alla quale si oppone la brutalità dei vandeani, dei quali si distinguono appena le facce. Più precisamente, la scena fa riferimento alla leggenda che afferma che quando gli chiesero di gridare "Viva il re", Bara avrebbe rifiutato gridando: "Viva la Repubblica!" Questo abbellimento della realtà storica effettiva è principalmente opera di Robespierre.

## Accoglienza
Questo dipinto valse a Jean-Joseph Weerts la Legion d'onore. Al Salone di Parigi, infatti, la tela venne lodata per il suo realismo storico al posto del quadro sullo stesso tema di Henner: se il Bara di Henner era un ragazzino morto e privato non solo della vita, ma anche dell'uniforme, rimanendo nudo, quello di Weerts era un eroe che sembrava davvero sul punto di gridare "Viva la Repubblica".
Un po' di tempo dopo la sua realizzazione, venne riprodotto in una fotoincisione e le centinaia di migliaia di copie stampate vennero inviate nelle scuole. Nell'ambito dell'insegnamento di una storia viva, Barra era in effetti uno degli eroi proposti ai bambini come modello politico e scolastico dalla terza Repubblica.
Questa incisione venne riprodotta anche nei giornali del 1883, anche nelle regioni nelle quali la memoria repubblicana era una battaglia dura, come nella Bretagna (in un'inserzione del giornale repubblicano Le Finistère). Un segno che questa immagine impregnava ancora la memoria lo si trova in una delle pagine nel calendario del giornale L'Humanité del 1947.